# Stefano Ussi
Stefano Ussi, född 3 september 1822 i Florens, död 1901, var en italiensk konstnär.
Ussi studerade vid akademin i Florens och fick pris redan för sina första tavlor, Den barmhärtige samariten, Bayards död och Lasarus uppvaknande från de döda. Han fortsatte därefter sina studier i Rom.
Ett av hans mest kända arbeten är Hertigen av Atens fördrivning från Florens från 1867. Bland hans övriga verk finns Den stora karavanens avtåg från Kairo till Mekka (1873), Bianca Capello försöker förgifta kardinal de'Medici (1878).
Ussi var professor i Florens och efter 1875 ledamot i Svenska konstakademin.